# California Highway Patrol
De California Highway Patrol (CHP) is de staatspolitie in de Amerikaanse staat Californië. De bevoegdheden van de CHP strekken zich uit tot alle staatssnelwegen en interstate highways (interstatelijke snelwegen) in Californië en de CHP heeft ook de taak staatsgebouwen en -instanties te beveiligen.
De California Highway Patrol patrouilleert ook samen met plaatselijke politiediensten en sheriffdepartementen in steden en dorpen en werkt daarnaast samen met federale politiediensten bij onderzoeken en patrouilles.
De CHP was in 2019 met 11.000 werknemers, onder wie 7600 beëdigde politieagenten, het grootste staatspolitiekorps van de Verenigde Staten.
De CHP is onderverdeeld in 8 divisies en beschikt over 103 politiebureaus en 16 voertuiginspectiefaciliteiten.

## Geschiedenis
De California Highway Patrol werd op 11 augustus 1929 opgericht als onderdeel van de California Department of Motorvehicles (DMV) door de California State Legislature. De primaire taak van de California Highway P atrol was ervoor zorgen dat men veilig van de snelwegen binnen de staat gebruik kon maken. Andere taken van de CHP waren het handhaven van verkeersovertreders en het bijstaan van lokale hulpdiensten.
In 1930 opende de CHP haar eerste academie in de staatshoofdstad, Sacramento. Agenten kregen hier een tweeweekse training. De academie verhuisde later naar een iets grotere locatie, maar moest in 1938 sluiten wegens een tekort aan financieringen. De academie bleef alleen open voor rekruutklassen.
Gedurende de jaren 1930 groeide de CHP snel. In 1935 werd de California Vehicle Code aangenomen en kreeg het korps de verantwoording om alle motorvoertuigen te inspecteren. In datzelfde jaar kregen de eerste agenten radio's. Tegen 1938 werkten er zo'n 730 agenten bij de California Highway Patrol.
Tijdens de Tweede Wereldoorlog werd de CHP Auxilary opgericht. Deze vrijwillige eenheid bood extra steun aan de CHP aangezien er een tekort was op agenten. In 1942 werd de eerste Afro-Amerikaanse agent aangenomen.

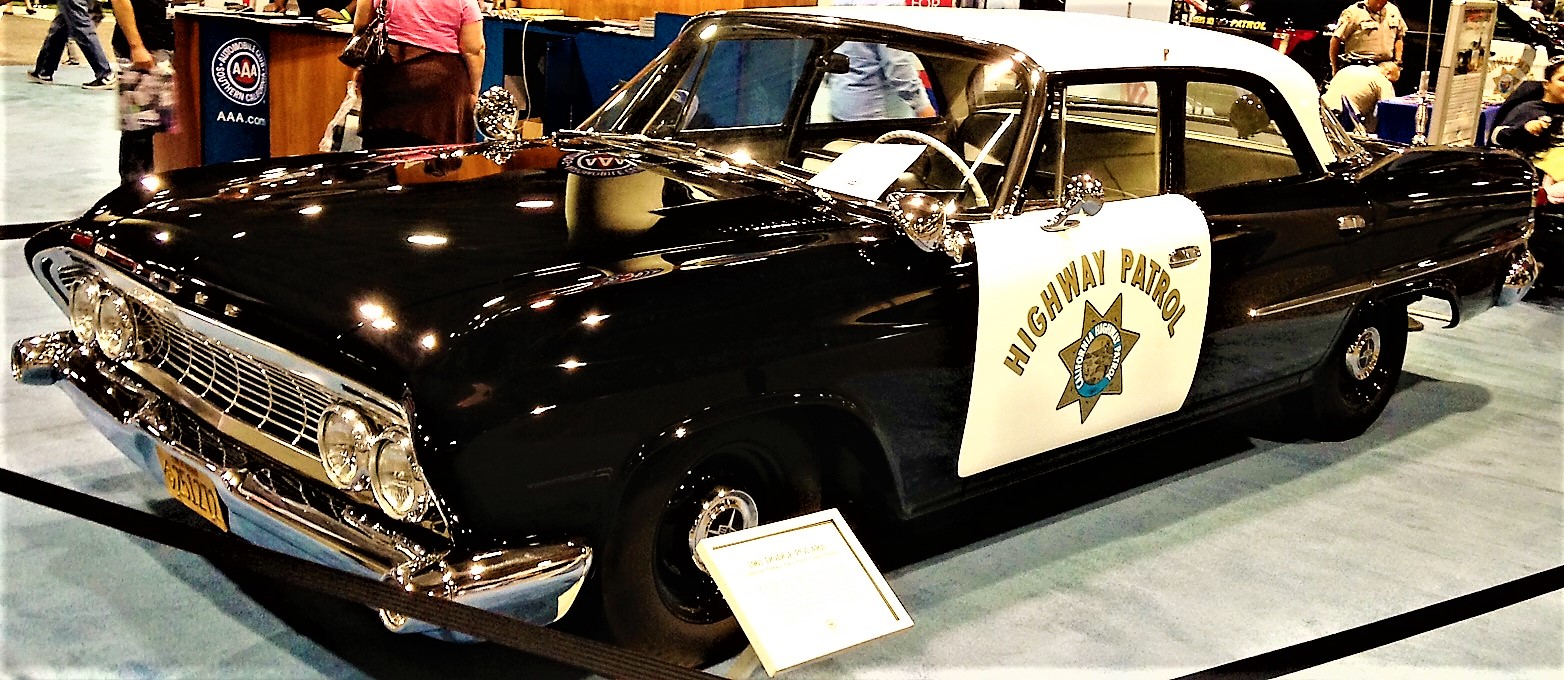
Een Dodge Polera van de CHP. Dit voertuig werd in de jaren 1960 gebruikt.

Na de Tweede Wereldoorlog werd de California Highway Patrol opnieuw opgericht, maar nu als een aparte afdeling/korps. Het nieuwe korps kreeg leiding van een commissaris die door de gouverneur van Californië werd aangesteld. Ook werd de academie heropend. In 1950 werden de eerste FM portofoons aangeschaft. In 1951 werd het werkgebied opgedeeld acht operatiedivisies. Tussen 1953 en 1954 werden de eerste snelheidsradars en weegschalen voor vrachtwagens aangeschaft. In 1954 werd er een nieuwe academie geopend. De academie kon 80 rekruten huisvesten. In 1957 werd het huidige uniform geïntroduceerd. Dit omvatte een kakikleurig uniform, een blauwe stropdas, een donkergroene jas en een vierdeukenhoed.
Tussen 1960 en 1963 werden er eerste vliegtuigen geïntroduceerd. De vliegtuigen werden gebruikt om vanuit de lucht het snelwegverkeer in de gaten te houden. In 1965 werden de dienstauto's met een shot gun uitgerust en begon de CHP enorm te groeien. Deze groei zorgde ervoor dat de academie uit moest bereiden. Er kwamen meerdere noodgebouwen waardoor de academie 360 rekruten kon opleiden.

### Newhall Incident

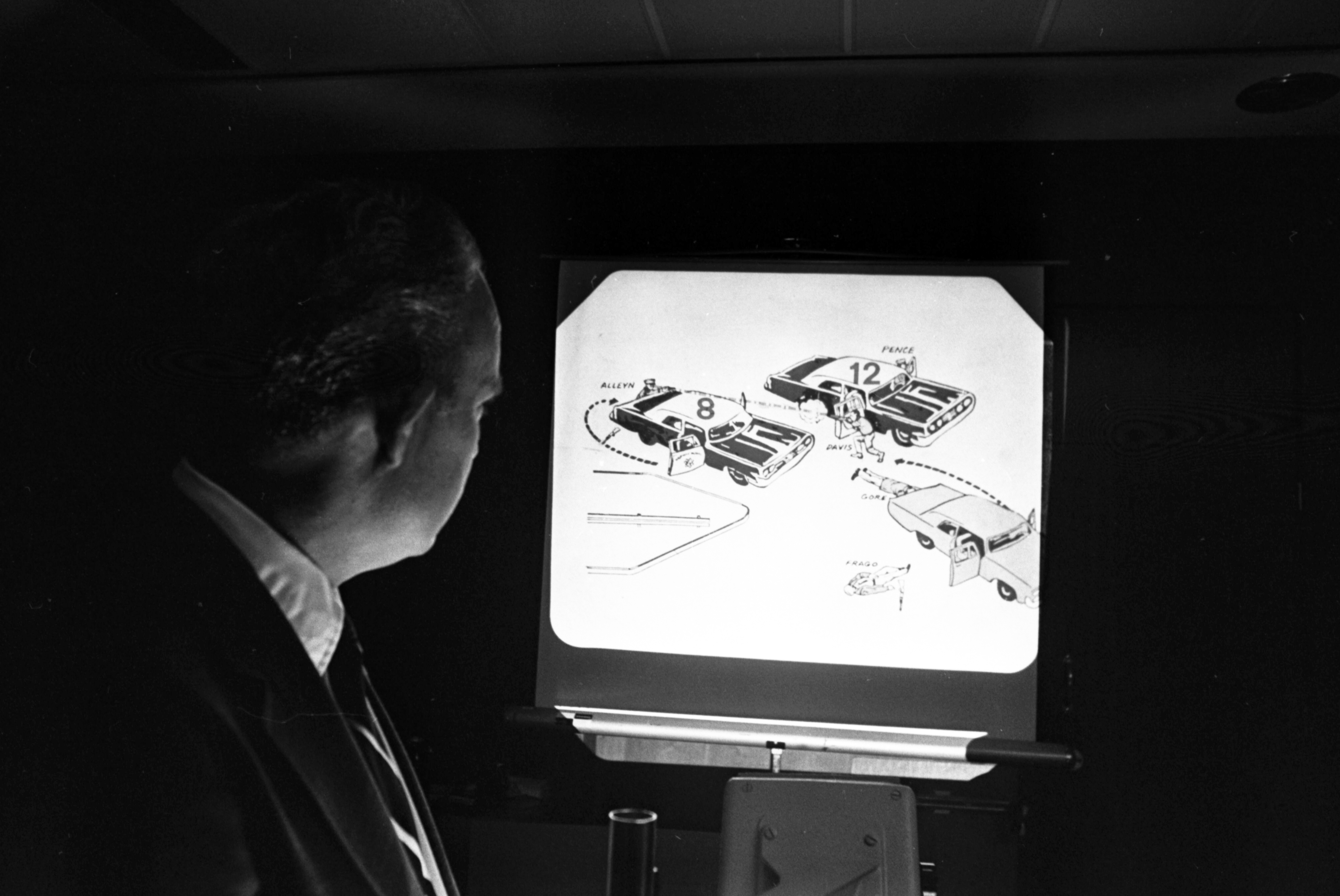
Een reconstructie van de schietpartij

Op de late avond van 5 april 1970 kreeg de California Highway Patrol een bericht binnen dat er zich twee zwaargewapende individuen rondom Santa Clarita bevonden. De twee individuen hadden eerder die avond een verkeersruzie veroorzaakt waarbij er met wapens gedreigd werd. De agenten Roger Gore en Walt Frago spotte het voertuig waar de twee misdadigers in zaten. Ze belden voor assistentie en hielden de auto aan. De agenten bevolen de bestuurder van de auto uit te stappen en terwijl ze hem fouilleerden, sprong de passagier de auto uit en schoot Frago dood met een .357 Magnum revolver. Gore, die afgeleid raakte door de plotselinge aanval werd gelijk doodgeschoten door de bestuurder.
Enkele momenten later arriveerden agenten James Pence en George Alleyn. Beide agenten konden niet de misdadigers of de vermoorde agenten zien, maar werden gelijk onder vuur genomen. Na een korte schietpartij vonden zowel Pence als Alleyn de dood, waarbij Pence van dichtbij werd doodgeschoten. Kort daarna arriveerden een derde politiewagen en bood een veteraan zijn hulp aan.
De twee misdadigers, later geïdentificeerd als Jack Twinning en Bobby Davis konden in het donker wegvluchten. Zowel de CHP als de lokale politie startte een klopjacht om de misdadigers te vangen. Beide misdadigers werden grofweg negen uur later gevonden door deputies van de Los Angeles County Sheriff's Department. Twinning pleegde zelfmoord om zijn straf te ontkomen en Davis kreeg de doodsstraf opgelegd, al werd dit later omgezet tot een levenslange gevangenisstraf.
Deze korte, maar zeer dodelijke schietpartij zorgde ervoor dat de politie nieuwe tactieken ging gebruiken bij het benaderen van verdachte voertuigen. Agenten van de CHP kregen vanaf dat moment een kogelwerend vest, snelladers voor de wapens en wapenstokken mee, die de veiligheid moest verhogen.

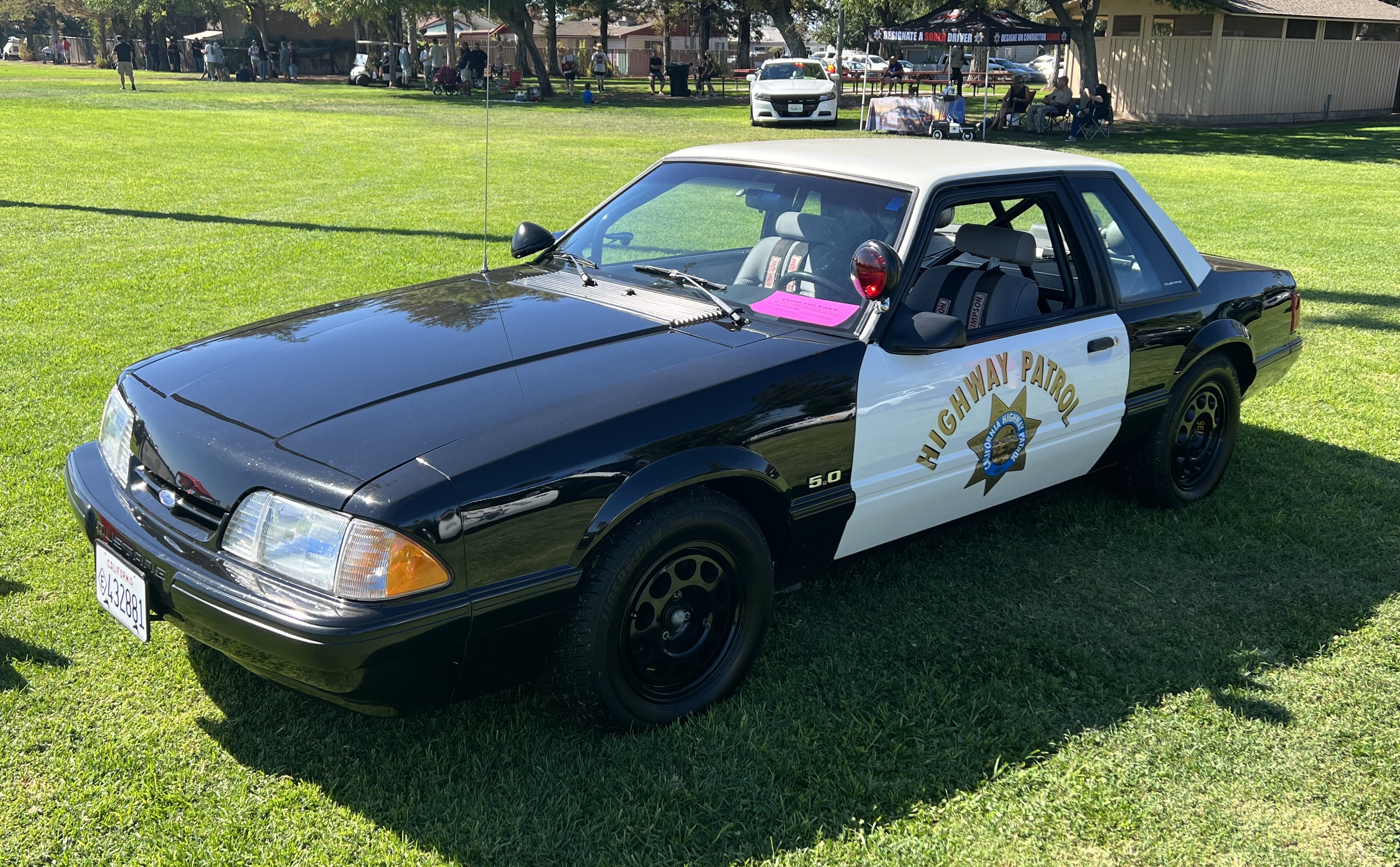
Ford Mustang van de California Highway Patrol

In 1974 verwelkomde de academie de eerste klas met alleen maar vrouwelijke rekruten. Begin 1975 slaagde de eerste 27 van die klas voor hun opleiding.
Begin de jaren 1980 werden de agenten uitgerust met een draagbare portofoon. Ook werden de eerste vliegtuigen ingezet voor snelheidscontroles. In 1982 werden de eerste Ford Mustangs aangeschaft. De Mustangs werden ingezet om steeds sneller wordende criminelen bij te houden. Eind jaren 1980 werden de revolvers vervangen door automatische pistolen.
Begin jaren 1990 kreeg de CHP toestemming om assistentie te bieden aan lokale politiekorpsen. In 1995 werd de California Highway Patrol gefuseerd met de California State Police. De California State Police was een klein korps die verantwoordelijk was voor de veiligheid van overheidsinstanties en belangrijke figuren zoals de gouverneur.
Na de Aanslagen op 11 september 2001 kreeg de CHP de taak om risicovolle locaties, zoals centrales of belangrijke infrastructuur te beveiligen. Hiervoor heeft de CHP een SWAT-team voor.

## Taken

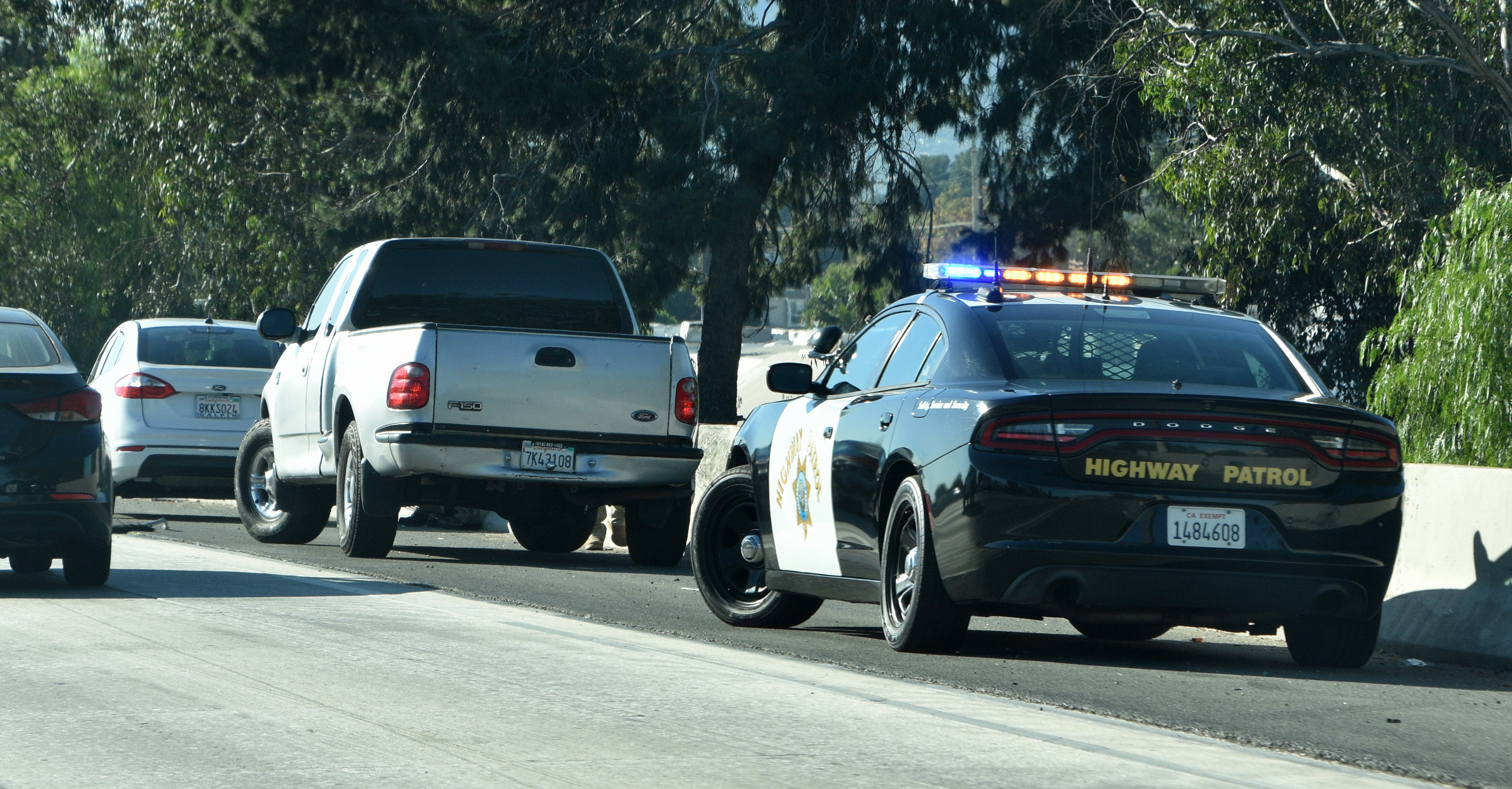
De Dodge Charger, een van de standaard patrouillevoertuigen van de CHP

De CHP is verantwoordelijk voor de wetshandhaving op alle staatssnelwegen, interstate highways, U.S. routes en alle openbare wegen die niet onder een County vallen. Steden die al een eigen politiedienst of lokale sheriff hebben, vallen ook onder de patrouillegebieden van de CHP. De plaatselijke politie of sheriff let erop dat automobilisten zich aan de verkeersregels van de stad houden, terwijl een CHP-agent erop toeziet dat automobilisten zich ook aan de verkeersregels van de staat houden.
CHP-agenten treden ook op als deurwaarder voor het Californische hooggerechtshof en het Californische hof van beroep. Ook is de CHP verantwoordelijk voor de beveiliging van staatsgebouwen.
CHP-agenten handhaven de California Vehicle Code, achtervolgen voortvluchtigen die gesignaleerd worden op snelwegen en zorgen voor afzettingen bij obstakels en ongevallen op snelwegen. CHP-agenten zijn vaak als eerste ter plaatse bij een ongeval en zijn dan ook verantwoordelijk voor de afhandeling van het ongeval. Hiervoor heeft de CHP ook een eigen speciale eenheid, die ongevallen onderzoekt.
Verder heeft de CHP een SWAT-team, dat 24 uur per dag paraat staat, verschillende teams die drugs bestrijden, een hondenbrigade en een speciale grenseenheid die met de Mexicaanse politie samenwerkt.

## Materieel

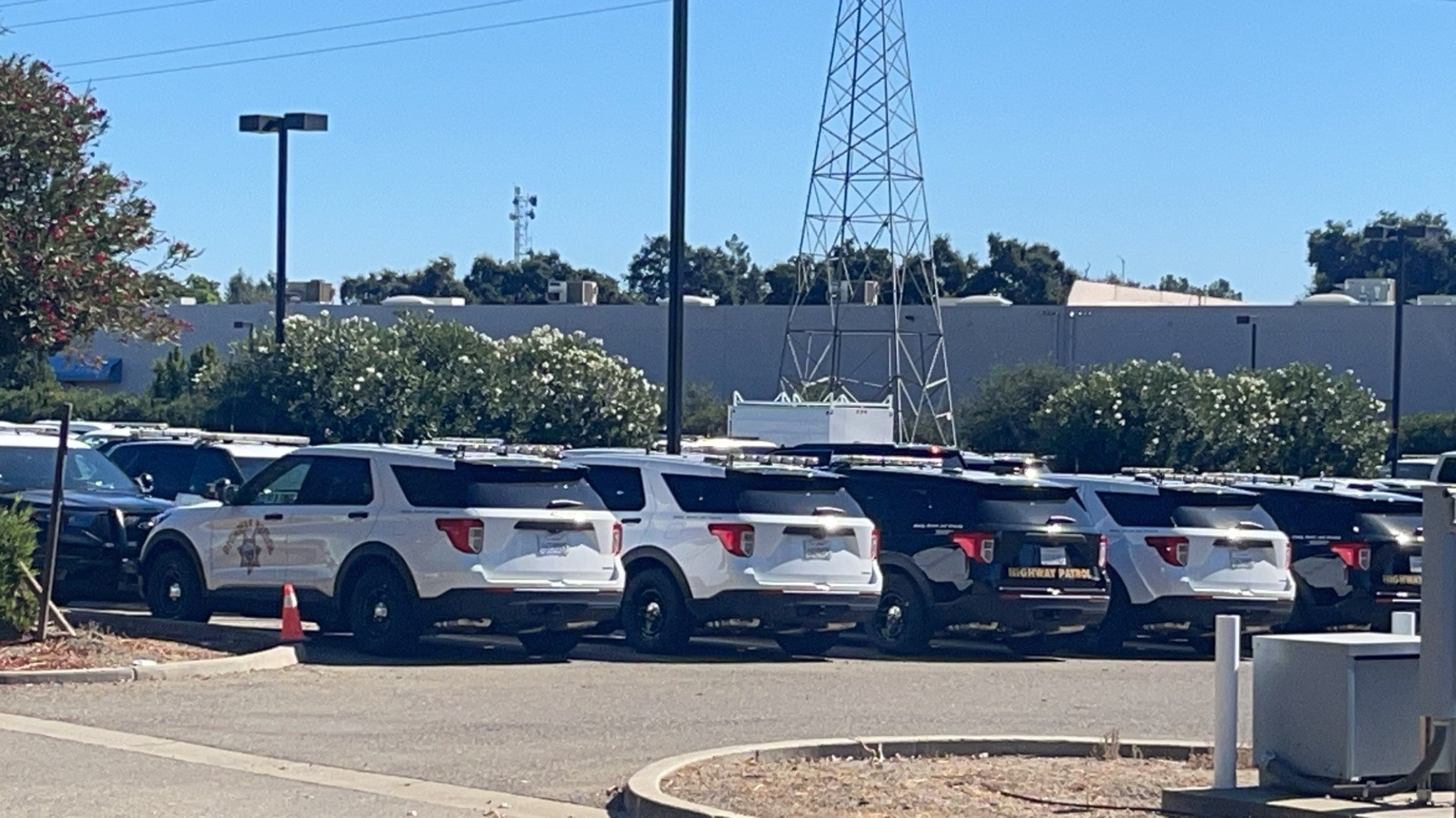
Meerdere FPIU's van de CHP. De witte voertuigen zijn van het Commercial Vehicle Enforcement

Het standaard noodhulpvoertuig van de California Highway Patrol is de Dodge Charger. Hiervan zijn er in 2016 516 exemplaren van aangeschaft. Eind 2023 zijn hier nog 606 voertuigen bijgekomen. Daarnaast gebruikt de CHP de Ford Police Interceptor Utility. Dit voertuig werd begin jaren 2010 in gebruik genomen ter vervanging van de Ford Crown Victoria. De FPIU had echter veel technische mankementen waardoor het tijdelijk uitgefaseerd werd. Tussen 2022 en 2023 werden er 399 Ford Police Interceptors in gebruik genomen. Een groot deel hiervan word gebruikt voor de 'Commercial Vehicle Enforcement'.
Voor de wat landelijkere gebieden (woestijn, bergen) wordt er gebruikt gemaakt van de Chevrolet Tahoe en de Chevrolet Silverado.

Begin 2024 is de CHP begonnen met het testen van de Dodge Durango voor politiegebruik.